# I huvudet på Gynning
I huvudet på Gynning var ett infotainmentprogram som leddes av Carolina Gynning. Programmet hade premiär 15 januari 2008 på Kanal 5. I programmet besökte Gynning olika människor runt om i världen, även Sverige. Hon var bland annat i Los Angeles, Ryssland och Israel. När Gynning diskuterade programmet på radiostationen Vakna med The Voice berättade hon att serien blev försenad med ungefär två månader.